# KATC-TV
KATC (ATC signifiant "Acadian Television Company") est une station de télévision américaine détenue par E. W. Scripps Company, située à Lafayette en Louisiane et affilié aux réseaux ABC et The CW.

## Télévision numérique terrestre
| Canal virtuel | Image | Format | Programmation                          |
| ------------- | ----- | ------ | -------------------------------------- |
| 3.1           | 720p  | 16:9   | Programmation principale KATC / ABC HD |
| 3.2           | 720p  | 16:9   | Acadiana CW                            |
| 3.3           | 480i  | 4:3    | Grit (en)                              |
| 3.4           | 480i  | 16:9   | Court TV (en)                          |